# Luigi Pelloux
Luigi Pelloux (1. března 1839 La Roche-sur-Foron – 26. října 1924 Bordighera) byl italský generál a politik, premiér své země od 29. června 1898 do 24. června 1900.
Pellouxovi rodiče pocházeli ze Savojska v Sardinském království a podrželi si sardinské občanství, i když bylo Savojsko postoupeno Francii. Pelloux vstoupil roku 1857 do piemontské armády, vyznamenal se v bitvě u Custozzy roku 1866 a v roce 1878 dosáhl hodnosti plukovníka. V letech 1881 až 1895 byl levicovým poslancem v italském parlamentu. Roku 1885 už jako vysoce postavený úředník ministerstva války získal generálskou hodnost. Pracoval na reformě armády, byl ministrem války v Rudiniho a Giolittiho vládách a od roku 1896 senátorem.
Roku 1898 Umberto I. Pellouxe pověřil sestavením kabinetu. V květnu 1899 musel kabinet kvůli neúspěšné politice vůči Číně odstoupit, Pelloux však získal opět pověření sestavit vládu. Po špatném výsledku ve volbách následujícího roku odstoupil ze všech vládních funkcí, vrátil se nakrátko do armády a roku 1902 odešel na odpočinek.